# Clark Gregg
Clark Gregg, född 2 april 1962 i Boston, är en amerikansk skådespelare, manusförfattare och regissör. Han är mest känd som Agent Philip J Coulson i Marvel Cinematic Universe och Marvels Agents of S.H.I.E.L.D. Han har även varit med som Richard Campbell i TV-serien Christine.
Gregg är sedan juli 2001 gift med skådespelaren Jennifer Grey och de har en dotter född 2001.

## Filmografi (i urval)
- 1993 – I lagens namn (TV-serie)
- 1993 – Indiana Jones äventyr (TV-serie)
- 1994 – I Love Trouble
- 1994 – Påtaglig fara
- 1995 – De misstänkta
- 1995 – Scali (TV-serie)
- 1999 – Magnolia
- 2000 – State and Main
- 2000 – Sex and the City (TV-serie)
- 2000 – Advokaterna (TV-serie)
- 2001 – A.I. – Artificiell Intelligens
- 2001 – Vita huset (TV-serie)
- 2002 – One Hour Photo
- 2002 – We Were Soldiers
- 2003 – Will & Grace (TV-serie)
- 2004 – Spartan (TV-serie)
- 2004 – In Good Company
- 2005 – CSI: New York (TV-serie)
- 2006–2010 – Christine (TV-serie)
- 2006 – When a stranger calls
- 2007 – In the Land of Women
- 2008 – The Air I Breathe
- 2008 – Iron Man
- 2009 – (500) Days of Summer
- 2010 – Iron Man 2
- 2011 – Poppers pingviner
- 2011 – Thor
- 2012 – The Avengers
- 2012 – Much Ado About Nothing
- 2013 – Very Good Girls
- 2013 – The To Do List
- 2013 – Labor Day
- 2013–2020 – Agents of S.H.I.E.L.D. (TV-serie)
- 2014 – Trust Me
- 2015 – Thrilling Adventure Hour Live
- 2016 – Live by Night
- 2018 – Spinning Man
- 2019 – Captain Marvel
- 2021 – What If...? (TV-serie) (röst)
- 2025 – G20